# Policijska uprava (Slovenija)
Policijska uprava je »območna organizacijska enota policije, ki jo vlada ustanovi na določenem območju države, določi pa tudi njen sedež. Policijske uprave so z generalno policijsko upravo povezane organizacijsko in funkcionalno. Členitev strokovnih služb na policijskih upravah je namreč prilagojena strukturi strokovnih služb generalne policijske uprave.

## Naloge
- usklajuje in usmerja delo policijskih postaj, jim daje strokovna navodila, izvaja nadzor nad njihovim delom ter jim zagotavlja strokovno pomoč
- odkriva in preiskuje določena kazniva dejanja, odkriva in prijema storilce takih dejanj in jih izroča pristojnim organom
- zagotavlja izvajanje nalog s področja javnega reda, ko je potrebno usklajeno delovanje na območju uprave, ali ko gre za hujše kršitve javnega reda
- zagotavlja in izvaja določene naloge s področja urejanja in nadzora prometa, ko je potrebno usklajeno delovanje na širšem območju uprave
- opravlja določene naloge s področja varovanja določenih oseb in objektov;
- zagotavlja in izvaja določene naloge za mejno kontrolo in varovanje državne meje
- izvaja postopke s tujci
- sodeluje z obmejnimi policijskimi organi sosednjih držav
- izdaja na prvi stopnji odločbe v zadevah prehajanja čez državno mejo
- opravlja določene naloge s področja delovanja policije v izrednem stanju ali v vojni
- izvaja določene naloge vzdrževanja informacijskega in telekomunikacijskega sistema policije;
- opravlja določene naloge s področja delovnih razmerij, strokovnega usposabljanja in izpopolnjevanja, finančnih in materialnih zadev, tekočega vzdrževanja objektov in materialno-tehničnih sredstev
- opravlja druge naloge s področja dela policije, ki jih določa zakon ali drug predpis, izdan na podlagi zakona.[1]

## Razdelitev
- Policijska uprava Celje
- Policijska uprava Koper
- Policijska uprava Kranj
- Policijska uprava Krško
- Policijska uprava Ljubljana
- Policijska uprava Maribor
- Policijska uprava Murska Sobota
- Policijska uprava Nova Gorica
- Policijska uprava Novo mesto
- Policijska uprava Postojna
- Policijska uprava Slovenj Gradec